# Język nakanai
Język nakanai (lub nakonai) – język z podrodziny języków oceanicznych z wielkiej rodziny języków austronezyjskich, używany na Nowej Brytanii w Papui-Nowej Gwinei.
W 1981 r. odnotowano, że posługuje się nim 13 tys. osób. Jego użytkownicy zamieszkują prowincje Nowa Brytania Zachodnia (dystrykt Talasea, Hoskins Rural LLG i Biala Rural LLG) i Nowa Brytania Wschodnia (niewielki obszar na terenie dystryktu Pomio).
Wyróżnia się pięć dialektów: losa (auka, loso), bileki (lakalai, mamuga, muku), vere (tarobi, vele), ubae (babata), maututu. Dialekt ubae został niegdyś mylnie opisany jako język papuaski (nieaustronezyjski).
Podobieństwa leksykalne sugerują, że przeszedł historię kontaktu z językiem tolai.